# Sultanat Mataram
Das Sultanat von Mataram war ein javanisch-muslimischer Staat auf Java in Indonesien.

Flagge des Sultanats von Mataram

Maximale Ausdehnung des Sultanats Mataram während der Herrschaft von Sultan Agung (1613-1645). Während seiner Regierungszeit erweiterte er das Sultanat Mataram über ganz Zentraljava, Ostjava (mit Ausnahme des Blambangan-Gebiets im äußersten Osten), der Hälfte von Westjava (außer dem Gebiet des Sultanats Banten und der holländischen Siedlung Batavia).

## Geschichte
Der Staat währte von 1582 oder 1586 bis 1755, als er in die beiden Staaten Surakarta und Jogjakarta (Yogyakarta) geteilt wurde. Mataram war das dritte muslimische Sultanat auf Java nach denen von Demak in Nord-Zentral-Java (1511–1550) und Bantam im äußersten westlichen Ende des Insel (1526–1813).
Es war der letzte große unabhängige javanische Gemeinwesen auf Java, bevor die Insel von den Holländern kolonisiert wurde. Es war die dominierende politische Kraft im Inneren Zentral-Javas vom späten 16. Jahrhundert bis zum Anfang des 18. Jahrhunderts.
1633  formulierte das Sultanat von Mataram den ersten (islamischen) Gesetzeskodex und wechselte auf den javanischen Kalender (Pananggalan Jawa).
1677 unterzeichneten der Sultan von Mataram und Holland (Vereenigde Oostindische Compagnie) einen Vertrag (Indonesien).

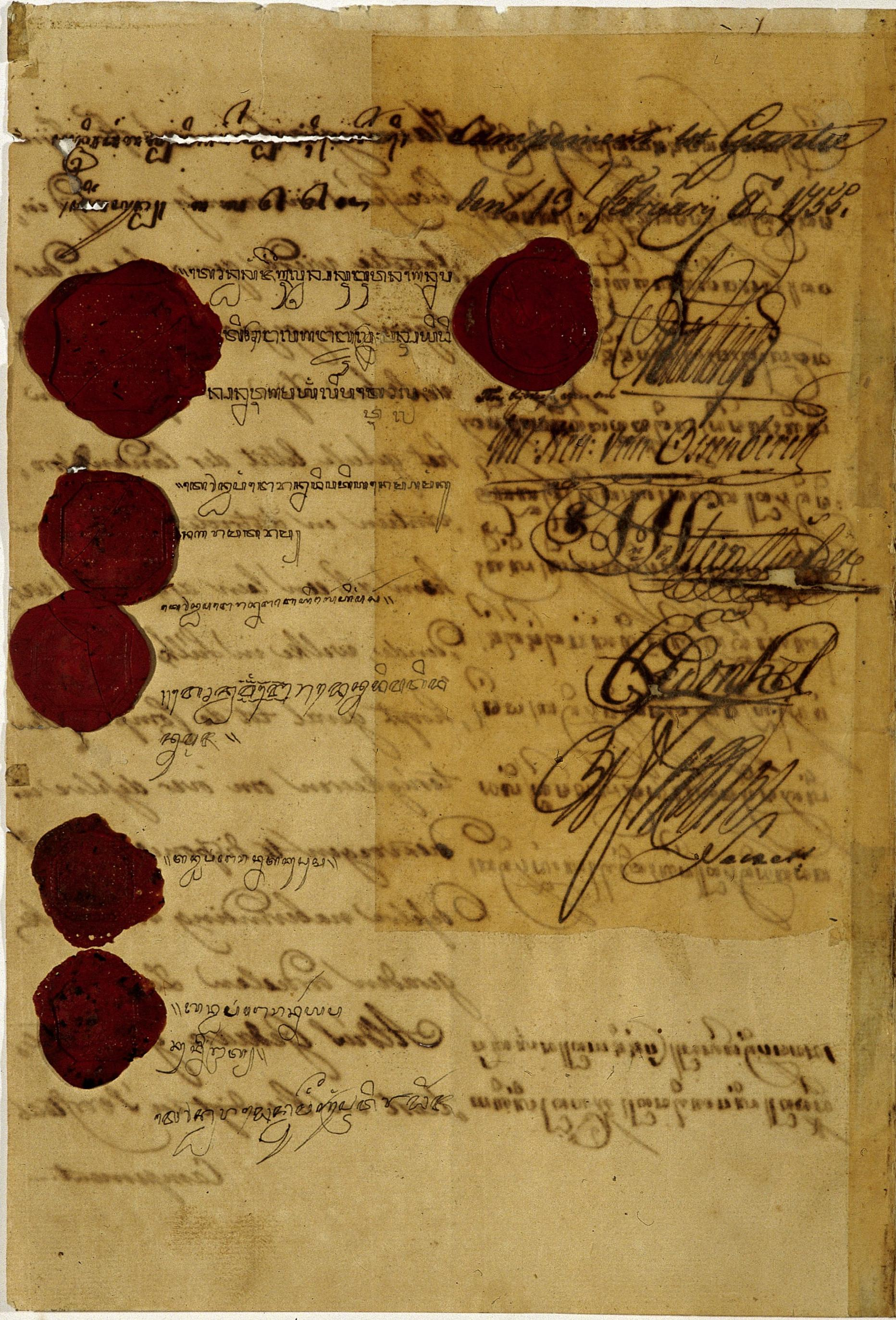
Dokument des Vertrages von Giyanti, 1755, Nationalbibliothek von Indonesien, Jakarta

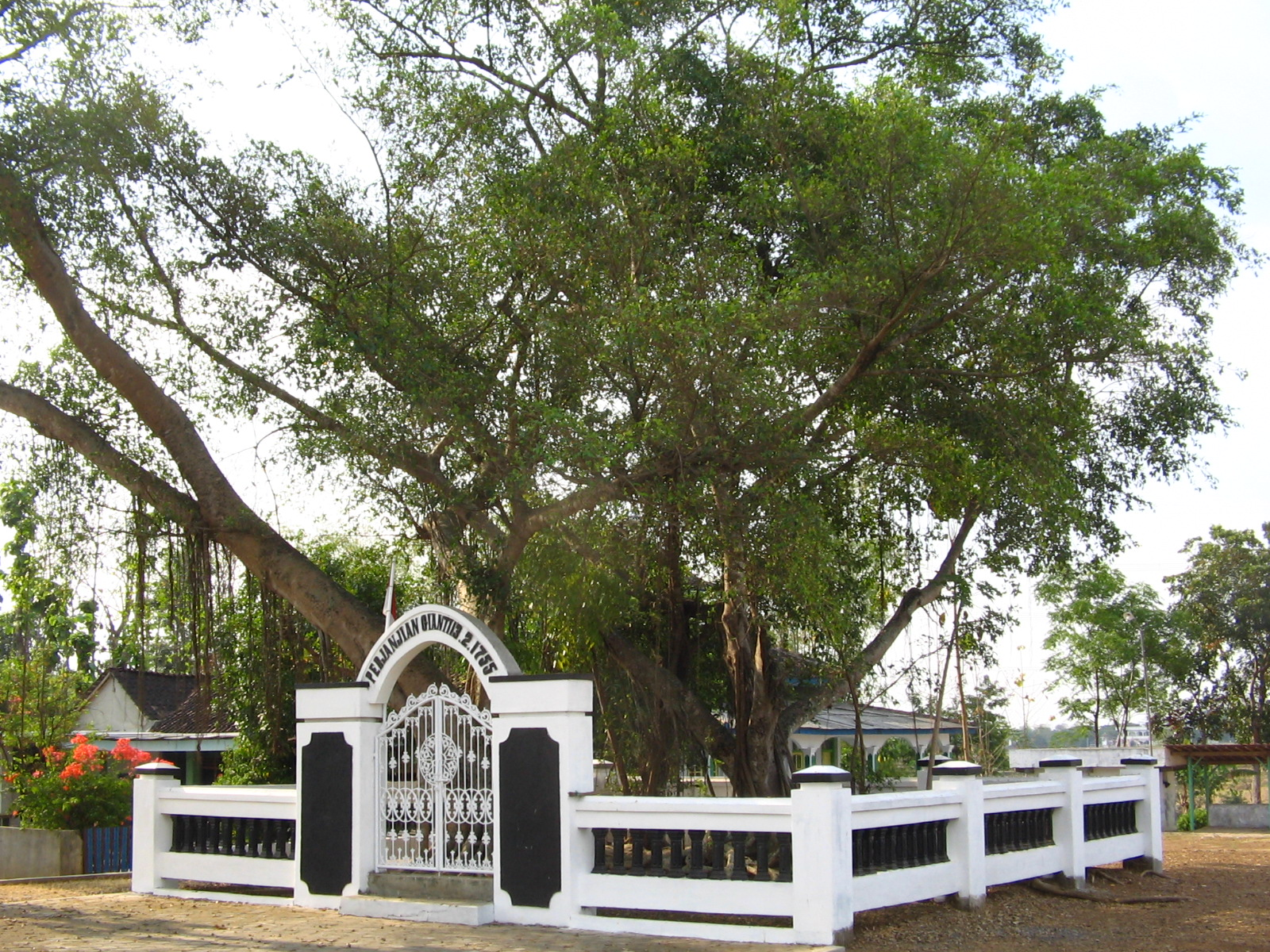
Stätte der Vertragsunterzeichnung in Karanganyar, Zentraljava

Der Vertrag, durch den das islamische Reich Mataram schließlich am 13. Februar 1755 in zwei Teile geteilt wurde, war der Vertrag von Giyanti.

## Kalender
Im Jahr 1633 (dem Jahr 1555 nach dem Çaka-Kalender) änderte Sultan Agung den bestehenden hindu-javanischen Saka-Kalender und führte den reinen Mondkalender ein. Dieser entspricht der Encyclopaedia of Islam zufolge aufgrund einer unterschiedlichen Verteilung der „vollen“ Jahre von 355 Tagen, aber auch aufgrund lokaler Unterschiede, die uns nicht alle bekannt sind, nicht immer dem sogenannten „arabischen“ System.

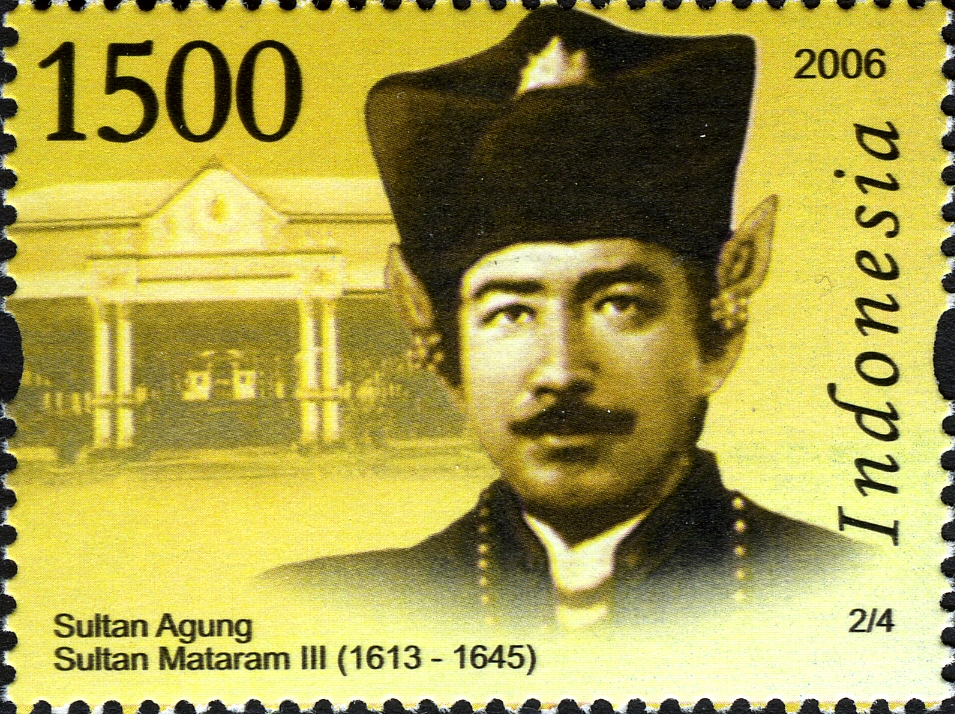
Sultan Agung auf einer indonesischen Briefmarke

## Herrscher
Dies ist eine Übersicht zu den Herrschern von Mataram von ca. 1575–1755 in Zentraljava (nach C. E. Bosworth: The Rulers of Mataram):
- ca. 1575 Mas Ngabehi Sutavijaya Senapati, Sohn von Kjai Gede Pamanahan
- 1601 Panembahan Seda Krapyak, Mas Jolang
- 1613 Tjakrakusuma Ngabdurrahman, Sultan Agung, nach 1625 mit dem Titel Susuhunan
- 1645 Prabu Amangkurat I, Sunan Tegalwangi
- 1677 Amangkurat II
- 1703 Amangkurat III, Sunan Mas
- 1705 Pakubuwana I, Sunan Puger
- 1719 Amangkurat IV, Jawa
- 1725 Pakubuwana II, Kombul
- 1749–55 Pakubuwana III, Swarga
- 1755 Aufteilung des Reiches in die Staaten Surakarta and Jogjakarta (Yogyakarta)

## Verschiedenes
Der Niederländer Rijklof van Goens unternahm fünf Gesandtschaftsreisen an den Hof von Mataram in den Jahren 1648-1654, die Berichte erschienen in einer Ausgabe der Linschoten-Vereeniging.